# 이상우 (야구 선수)
이상우(2003년 10월 14일 ~ )는 KBO 리그 kt 위즈의 투수이다.

## kt 위즈시절
2022년에 입단하였다. 2022년 9월 8일 NC 다이노스와의 경기에 구원 등판하며 데뷔 첫 경기를 치렀고, 경기에서 1.2이닝 1실점을 기록했다.